# Frederick William Hasluck

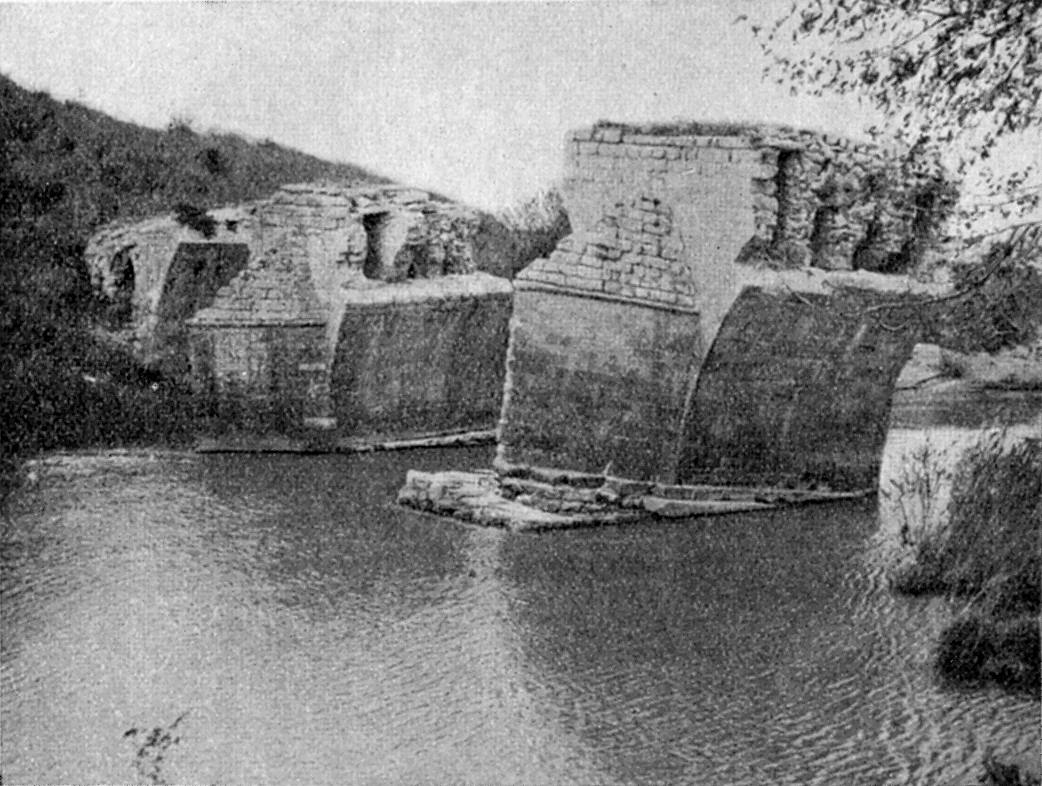
Die Aiseposbrücke in Mysien, entdeckt und beschrieben von Hasluck

Frederick William Hasluck (* 16. Februar 1878 in Bytham Lodge, Municipal Borough of Southgate in der ehemaligen Grafschaft Middlesex, England; † 22. Februar 1920 im Sanatorium Beau Reveil in Leysin, Schweiz) war ein englischer Althistoriker und Archäologe.

## Leben
Hasluck erhielt seine Ausbildung an der Leys School in Cambridge und am King’s College der University of Cambridge. Nach dem Abschluss des College 1904 arbeitete er an der British School at Athens (BSA), wo er bei den Ausgrabungen in Lakonien bei Geraki und Aggelona sowie in Kyzikos in Bithynien tätig war. Hasluck fand viel neues Material, darunter eine Inschrift von Gnaeus Pompeius Magnus und unveröffentlichte lokale Münzen. Sein bemerkenswertester Fund war die Aiseposbrücke, eine große bisher unbeschriebene römische Brücke in Mysien, wo er auch die Überreste der Makestosbrücke, der Weißen Brücke und der Konstantinbrücke untersuchte. Im Jahr 1906 bereiste er Kleinasien zusammen mit Richard MacGillivray Dawkins.
Hasluck heiratete Margaret Hardie, während er weiterhin an der British School in Athen arbeitete, wo er 1911 bis 1915 stellvertretender Direktor und von 1906 bis 1915 Bibliothekar war. Margaret wählte aus den Angeboten ihres Mannes eine Reise nach Konya, dem antiken Iconium, aus, wo das Paar das Frühjahr 1913 verbrachte. Frederick Hasluck war lange interessiert an der gegenseitigen Beeinflussung von Christentum und Islam im Osmanischen Reich und machte dieses Thema immer mehr zum Schwerpunkt seiner Arbeit. Die Haslucks wohnten in Athen und unternahmen während der nächsten vier Jahre ausgedehnte Reisen in den Südwesten des Balkans.
Haslucks Arbeit an der British School in Athen wurde auf Grund von mehreren Faktoren beendet. Hasluck geriet immer mehr in Bedrängnis durch A. J. B. Wace, der bei den Ausgrabungen in Lakonien mit Hasluck zusammenarbeitete. Es macht den Anschein, dass Wace in Hasluck einen möglichen Konkurrenten sah. Wace wurde Vorstandsmitglied der British School in Athen, kehrte nach London zurück, wo er zum Direktor der Schule gewählt wurde, und dafür sorgte, dass Hasluck von der British School entlassen wurde – wahrscheinlich auch auf Grund von Feindseligkeiten mit Margaret, der Frau Haslucks.
Die Haslucks blieben weiterhin in Athen, arbeiteten nun aber bei der britischen Gesandtschaft und halfen bei nachrichtendienstlichen Operationen.
1916 zogen die Haslucks in die Schweiz, wo Frederick in das Tuberkulosen-Sanatorium Beau Reveil einzog und nach vier Jahren am 22. Februar 1920 verstarb.

## Veröffentlichungen (Auswahl)
- mit A. J. B. Wace: Laconia. In: The Annual of the British school at Athens. Nr. 11 (1904/1905), S. 81–145, JSTOR:i30096308 (ebooksread.com).
- A Roman Bridge on the Aesepus. In: The Annual of the British School at Athens. Nr. 12, 1906, S. 184–189, doi:10.1017/S0068245400008066 (ebooksread.com).
- Monuments of the Gattelusi. In: The Annual of the British School at Athens 15, 1908–1909, S. 249–257 (Digitalisat).
- Cyzicus. Cambridge University Press, Cambridge 1910 (unz.org).
- Constantinata. In: Essays and Studies Presented to William Ridgeway on His Sixtieth Birthday. Cambridge University Press, Cambridge 1913, S. 635–638 (Textarchiv – Internet Archive).
- Athos and its Monasteries. London 1924.
- Letters on Religion and Folklore. Luzac, London 1926.
- Christianity and Islam under the Sultans. Oxford University Press, Oxford 1929 (Digitalisat Band 1, Band 2).